# Лацкова
Лацкова (слч. Lacková) насељено је мјесто са административним статусом сеоске општине (слч. obec) у округу Стара Љубовња, у Прешовском крају, Словачка Република.

## Становништво
| Година:    | 1994. | 2004.   | 2014.   | 2024.   |
| ---------- | ----- | ------- | ------- | ------- |
| Број људи: | 175   | 172     | 167     | 164     |
| Разлика:   |       | -1,71 % | -2,90 % | -1,79 % |

| Година:    | 2023. | 2024.   |
| ---------- | ----- | ------- |
| Број људи: | 158   | 164     |
| Разлика:   |       | +3,79 % |

Према подацима о броју становника из 2024. године насеље је имало 164 становника.